# Prepusa hookeriana
Prepusa hookeriana är en gentianaväxtart som beskrevs av Gardn.. Prepusa hookeriana ingår i släktet Prepusa och familjen gentianaväxter. Inga underarter finns listade i Catalogue of Life.